# Minazuki
Il Minazuki (水無月? lett. "Sesto mese/Giugno"), sino al 1º agosto 1928 denominato 28-Gō kuchikukan (第28駆逐艦? lett. "cacciatorpediniere Numero 28"), è stato un cacciatorpediniere della Marina imperiale giapponese, ottava unità appartenente alla classe Mutsuki. Fu varato nel maggio 1926 dal cantiere navale di Uraga a Tokyo.
Appartenente alla 22ª Divisione, all'inizio delle ostilità nel Pacifico coprì le operazioni anfibie nelle Filippine e poi contribuì alla scorta dei vari convogli per la Malaysia e le Indie orientali olandesi, partecipando infine all'invasione di Giava. Dal mese di aprile fece parte della Flotta dell'Area sud-occidentale e per il resto del 1942 fu impegnato in compiti di pattugliamento e vigilanza, poi all'inizio del 1943 fu riassegnato con la divisione all'8ª Flotta di stanza a Rabaul, importante base avanzata giapponese nella Nuova Britannia: da questo porto condusse decine di missioni di trasporto/sgombero truppe in varie località e isole occupate dalle forze nipponiche, sopravvivendo alla battaglia di Kolombangara, a un bombardamento aereo sulle isole Shortland e al fortuito incontro notturno con altri cacciatorpediniere nemici. Potenziata l'artiglieria contraerea verso la fine dell'anno, nel febbraio 1944 compì l'ultima traversata per recare rinforzi a Rabaul (prostrata da continui bombardamenti e in pratica tagliata fuori dall'audace strategia statunitense) e quindi si spostò alle isole Palau. Da maggio parte della Flotta del Pacifico centrale, fu affondato da un sommergibile la sera del 6 giugno non lontano dalla provincia di Tawi-Tawi, con gravi perdite tra l'equipaggio.

## Servizio operativo

### Costruzione
Il cacciatorpediniere Minazuki fu ordinato nell'anno fiscale edito dal governo nipponico nel 1923, inizialmente indicato come "cacciatorpediniere Numero 28" (28-Gō kuchikukan in lingua giapponese). La sua chiglia fu impostata nel cantiere navale di Uraga, a Tokyo, il 24 marzo 1925 e il varo avvenne il 25 maggio 1926; fu completato il 22 marzo 1927 e il 1º agosto 1928 assunse il suo nome definitivo, avendo la Marina imperiale abbandonato alla data il sistema di nomenclatura del naviglio leggero con soli numeri. Assieme ai cacciatorpediniere Satsuki, Nagatsuki e Fumizuki formò la 22ª Divisione, assegnata alla 5ª Squadriglia dipendente dalla 3ª Flotta.

### 1941-1942
Il 26 novembre 1941 il Minazuki, allora al comando del capitano di corvetta Toshio Hirayama, seguì la divisione d'appartenenza e il resto della 5ª Squadriglia nello spostamento dallo Stretto di Terashima alla base militare di Mako, nelle isole Pescadores; il 7 dicembre salpò inquadrato nella forza d'invasione che tre giorni dopo eseguì un facile sbarco ad Aparri, sulla costa settentrionale di Luzon. Dopo un breve ritorno a Mako, il 22 dicembre fu presente all'assalto anfibio nel Golfo di Lingayen, durante il quale si verificò qualche scoordinato attacco aereo delle magre forze statunitensi che non impedì l'operazione. Nel gennaio e febbraio 1942, con le unità sorelle, fu impegnato nell'accompagnamento dei convogli di trasporti che, da Formosa, facevano rotta per la Malaysia o la baia di Cam Ranh in Indocina. Nella seconda metà del mese il Minazuki e i gemelli furono aggregati al gruppo occidentale per l'invasione di Giava, caduta il 9. Il giorno seguente la 5ª Squadriglia fu disattivato e la 22ª Divisione passò alle dirette dipendenze della Flotta dell'Area sud-occidentale, responsabile per le Indie orientali olandesi, l'Indocina, le Filippine e la Malaysia con l'importante arsenale di Singapore: a fine mese fu distaccata e assegnata alla squadra del contrammiraglio Shōji Nishimura, che il 31 occupò senza combattere l'Isola di Natale. A partire dal 10 aprile il Minazuki e gli altri cacciatorpediniere furono riassegnati alla 1ª Squadriglia di superficie di scorta e nelle settimane seguenti furono utilizzati in regolari scorte ai convogli che transitavano nella regione di competenza della Flotta. Il Minazuki fu richiamato in patria nella tarda estate e dal 18 agosto al 30 settembre rimase in bacino di carenaggio a Sasebo; quindi, passato già il 25 settembre al comando del capitano di corvetta Tsuyoshi Fukuyama, lasciò Moji il 4 ottobre e riprese poco dopo i compiti di pattugliamento e scorta nelle acque del Sud-est asiatico. Dal 10 dicembre operò agli ordini diretti della 1ª Squadriglia di superficie, visto che la 22ª Divisione era stata disattivata.

### 1943

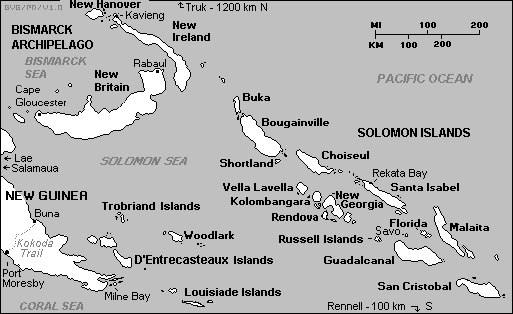
La regione più importante del fronte del Pacifico sud-occidentale, comprendente le isole Salomone, le Bismarck e parte della Nuova Guinea: il Minazuki espletò qui gran parte del suo servizio in guerra

Il Minazuki rientrò in patria in un momento imprecisato tra fine 1942 e inizio 1943 e, il 18 gennaio, fu assegnato con altre unità alla scorta di alcuni convogli in partenza da Sasebo per Manokwari (Nuova Guinea occidentale) con tappa alle isole Palau. Il 5 febbraio, a missione conclusa, tornò a Sasebo e dal 6 al 23 febbraio rimase in bacino per un generale raddobbo: aggiunse anche un'installazione doppia di cannoni contraerei Type 96 da 25 mm L/60 e un'altra con mitragliatrici pesanti Type 93 da 13,2 mm. Il 24 salpò alla volta della piazzaforte di Rabaul e il giorno successivo ricevette conferma che era stato riassegnato alla rediviva 22ª Divisione, posta però alle dipendenze della 3ª Squadriglia dell'8ª Flotta di stanza alla base. Il 6 marzo, da poco giunto a Rabaul, il Minazuki affiancò il Fumizuki in una missione trasporto truppe per Gasmata (Nuova Britannia meridionale), l'11 marzo per la baia di Rekata sulla costa orientale di Bougainville e il 14, nuovamente, a Gasmata. Il 29 la 22ª Divisione al completo intraprese un trasferimento di truppe da Kavieng (Nuova Irlanda nord-occidentale) a Finschhafen, tuttavia la missione dovette essere sospesa dopo un attacco aereo, rimasto senza conseguenze. L'8 aprile, eccettuato il Fumizuki, recò truppe alla località di Gasmata e il 10 a Capo Gloucester; quattro giorni dopo il solo Minazuki riuscì a far sbarcare un nucleo di fanteria all'Isola di Garove. Il 4, 7-8 e 11 maggio il Minazuki, il Satsuki e il Nagatsuki (affiancati nelle prime due occasioni dall'incrociatore leggero Yubari) sbarcarono reparti di soldati ancora a Gasmata, azione ripetuta 23 dal Minazuki e dal Nagatsuki. Nel pomeriggio del 28 maggio il Minazuki e i due gemelli lasciarono Rabaul per sbarcare rinforzi su Kolombangara, ma la missione fu annullata quando il Nagatsuki e il Satsuki urtarono una scogliera mal segnalata a sud-est di Bougainville: il 29 il Minazuki li condusse all'isola di Buka e il 31 ripartì con il Nagatsuki, riuscendo stavolta ad arrivare a destinazione (1º giugno) e sbarcando, oltre a soldati e rifornimenti, anche il maggior generale Minoru Sasaki con il suo stato maggiore, comandante in capo del "Distaccamento sud-orientale" investito della difesa del settore Nuova Georgia-Kolombangara-Vella Lavella. Il 2 giugno la missione di trasporto truppe a Kolombangara fu ripetuta con successo, mentre la sortita del 28 giugno condotta dal Minazuki, dal Mikazuki e dal Nagatsuki s'imbatté in una forte attività aerea statunitense che consigliò all'8ª Flotta di richiamare le navi. Il 30, perciò, i tre cacciatorpediniere partirono dalle Shortland e con l'Amagiri e l'Hatsuyuki fecero rotta per l'Isola di Rendova, caduta qualche giorno prima in mano a truppe statunitensi, con l'intenzione di bombardarla: il pessimo tempo atmosferico, però, costrinse a rinunciare all'azione.
Il 12 luglio il Minazuki e altri cacciatorpediniere-trasporto sbarcarono nottetempo altri soldati su Kolombangara, mentre la forza di copertura ingaggiava una battaglia notturna e perdeva l'incrociatore leggero Jintsu. Il 19 e 20 luglio la missione fu ripetuta sotto la direzione generale del contrammiraglio Nishimura, ma l'opposizione statunitense si manifestò solo tramite attacchi aerei; comunque il Minazuki ebbe danni gravi a una turbina solo a missione conclusa, quando le Shortland (dove si era fermato) furono bombardate. Potendo al massimo navigare a 18 nodi, fu capace di raggiungere l'arsenale di Kure e ricevere qui approfondite riparazioni, oltre a essere equipaggiato con una speciale strumentazione in grado di segnalare le onde emesse da apparecchiature radar avversarie. Sempre durante i lavori fu rimosso il cannone numero 4 da 120 mm e la contraerea incrementata con due impianti tripli e uno binato di Type 96, più un'installazione doppia con mitragliatrici Type 93 da 13,2 mm; al contempo furono tolte le mitragliatrici Lewis da 7,7 mm. Il 12 settembre salpò alla volta di Rabaul e intraprese il 28 un rapido viaggio di andata e ritorno da Kolombangara, riportando indietro le ultime unità della guarnigione. Il 2 ottobre tornò nelle acque dell'isola e fu sorpreso da alcuni cacciatorpediniere nemici: il capitano Fukuyama manovrò abilmente la sua nave, rispose al fuoco e fuggì dopo aver incassato tre granate rimaste inesplose. Il 6 e l'8 ottobre il Minazuki recò truppe a Iboki e il 12, ormeggiato a Rabaul, fu mancato di striscio da due bombe: le schegge delle esplosioni, però, danneggiarono affusto e canne di due cannoni da 120 mm, che per qualche giorno non poterono essere utilizzati. Comunque riprese il pericoloso servizio di trasporto e il 21-22, con l'Amagiri, recò rinforzi a Buka e Kavieng, dove il 25 passò al comando del capitano di corvetta Keiji Isobe. Il 1º novembre salpò da Rabaul inquadrato nel gruppo di controsbarco per Bougainville, ove reparti di marine avevano messo piede a terra cogliendo di sorpresa la guarnigione. Tuttavia l'individuazione delle forze nipponiche da parte di apparecchi e la presenza di navi da guerra statunitensi fece sì che il convoglio fosse dirottato a Buka. Il Minazuki tornò alla base e il 4 prestò soccorso al danneggiato incrociatore ausiliario Kiyosumi Maru, prendendo a bordo 267 soldati che fece scendere a Rabaul. Il 6 sbarcò un piccolo distaccamento a Buka, quindi il 27 e il 29 novembre accompagnò il Fumizuki in missione di rinforzo a Iboki, incarico ripetuto il 1º dicembre con anche l'Akikaze. Dopo aver scortato sino a Truk lo Yubari, che aveva a rimorchio il cacciatorpediniere Naganami gravemente colpito, il Minazuki tornò a Rabaul con il Fumizuki verso il 20 dicembre e il 21 recò altri uomini a Iboki assieme al Satsuki; durante il successivo viaggio, però, rimase danneggiato e dovette spostarsi a Truk per le riparazioni.

### 1944 e l'affondamento
Il Minazuki fu rimesso in efficienza tra il 17 gennaio e il 7 febbraio 1944: caricate a bordo munizioni, 170 uomini e preso a rimorchio una chiatta classe Daihatsu piena di barili di carburante, salpò il 12 con lo Yuzuki e un cacciasommergibili, scorta a un convoglio di due mercantili che il 17 arrivò a Rabaul. Peraltro queste unità furono le ultime ad attraccare ai moli della base, da settimane sottoposta a quotidiani bombardamenti condotti ora da gruppi imbarcati, ora dai reparti della Quinta e Settima Forza aerea basati a terra. Il 18 e il 20 febbraio il Minazuki e lo Yuzuki trasportarono truppe a Qavuvu, divenendo così gli ultimi cacciatorpediniere a condurre simili missioni da Rabaul: non tornarono alla piazzaforte ma continuarono sino alle isole Palau, dove per un paio di mesi assunsero compiti di vigilanza anti-sommergibile e difesa del naviglio in transito. Inviato a Saipan, il Minazuki vi prese in carico un convoglio il 23 e lo scortò a Yokosuka, dove il 1º maggio l'equipaggio fu informato che l'intera 3ª Squadriglia era stata riassegnata alla debole Flotta del Pacifico centrale (viceammiraglio Chūichi Nagumo): salpò il giorno seguente con altri quattro trasporti che il 14 toccarono l'isola senza incidenti prima di proseguire, il 16, per l'Isola Yap; la seconda tratta fu però un disastro, perché tre navi furono silurate quasi subito da sommergibili statunitensi. Il Minazuki rinunciò dunque al viaggio e, in un momento imprecisato dopo il 19 maggio, si spostò a Davao (Mindanao) e vi attese con altri cacciatorpediniere una petroliera in viaggio per Balikpapan. Partito il 6 giugno, verso sera il piccolo convoglio fu attaccato dal sommergibile USS Harder a sud-ovest dell'ancoraggio di Tawi Tawi (4°05′N 119°30′E) e un siluro centrò il Minazuki. L'unità esplose e sprofondò rapidamente e dalle acque il Wakatsuki recuperò solo quarantacinque superstiti, tra i quali non figurava il comandante Isobe.
Il Minazuki fu radiato d'ufficio il 10 agosto 1944 dai registri della Marina imperiale.